# Korb (Badenia-Wirtembergia)

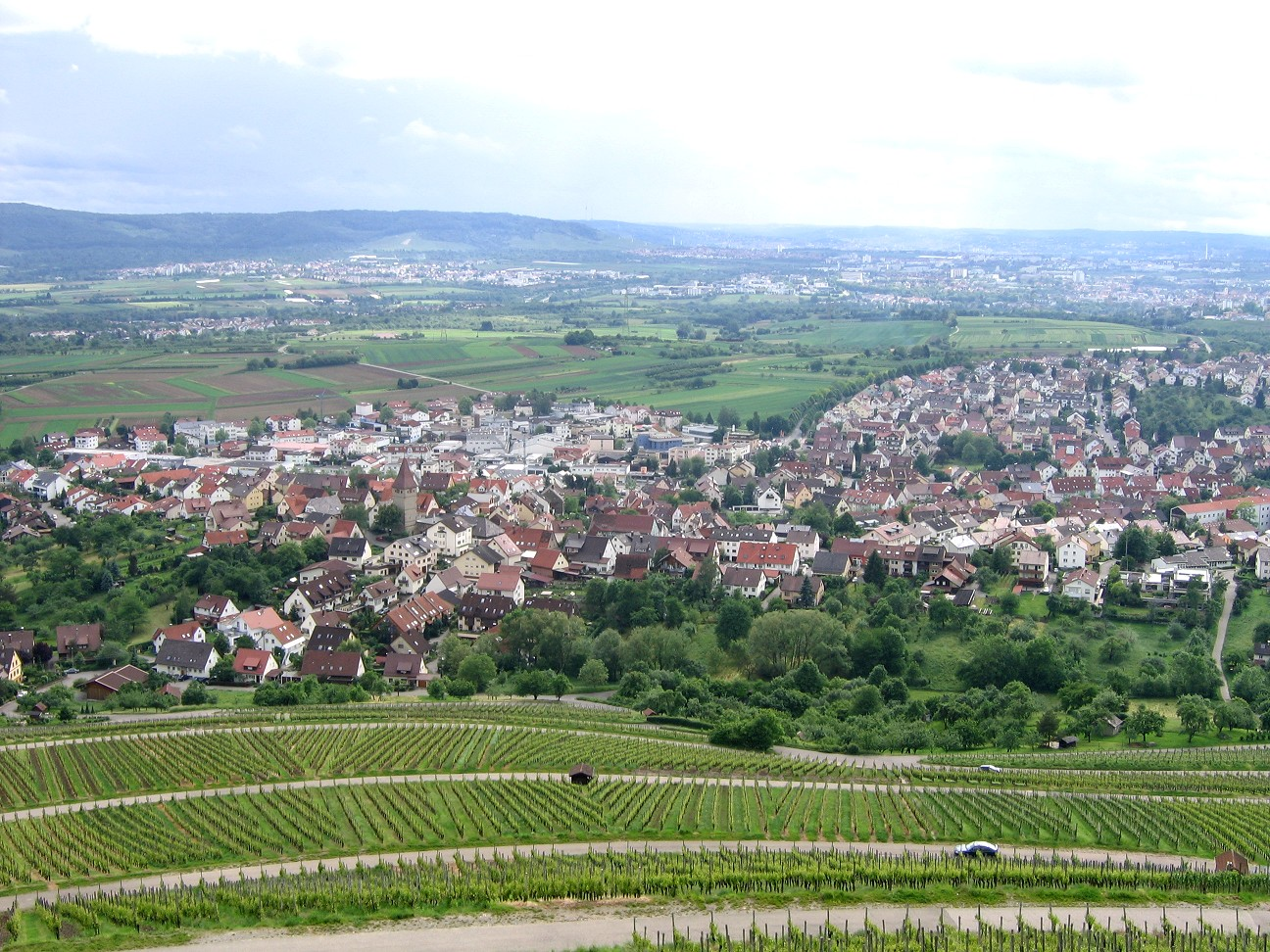
Panorama gminy

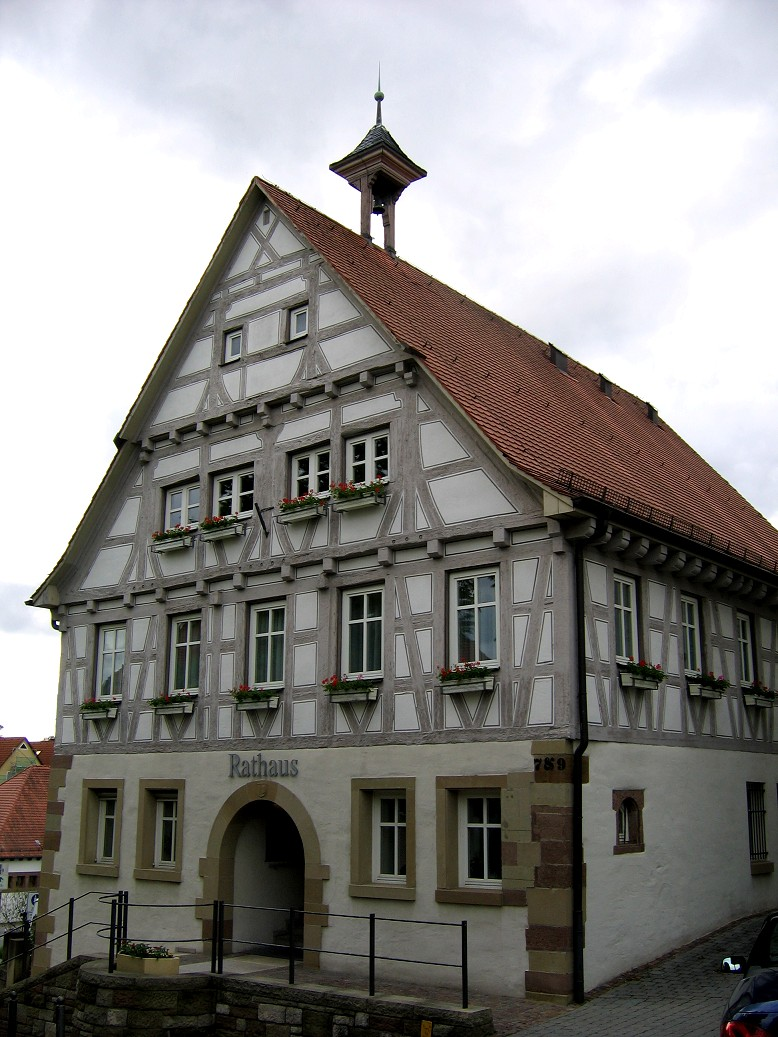
Ratusz

Korb – miejscowość i gmina w Niemczech, w kraju związkowym Badenia-Wirtembergia, w rejencji Stuttgart, w regionie Stuttgart, w powiecie Rems-Murr, wchodzi w skład związku gmin Winnenden. Leży ok. 3 km na wschód od Waiblingen, przy drodze krajowej B14.

## Osoby związane z gminą
- Manfred Winkelhock, kierowca wyścigowy

## Współpraca
Miejscowości partnerskie:
- Mansle, Francja
- Matrei in Osttirol, Austria
- Steinach, Turyngia